# 섬록암

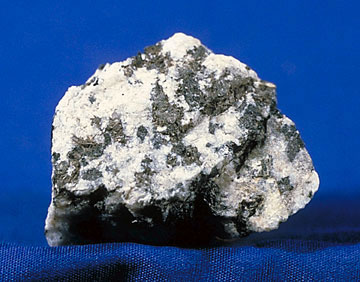
섬록암

섬록암(閃綠岩, diorite)은 회색에서 어두운 회색을 띠는 중성 심성암으로 주로 사장석(안데신andesin이 일반적)과 각섬석, 휘석으로 구성되어있다.

## 명칭
각섬석을 비롯한 다른 유색광물이 상대적으로 적게 포함된 섬록암의 종류를 류코다이오라이트(leucodiorite)라고 한다. 감람석과 고철질 오자이트(augite:Ca를 포함하는 휘석의 일종)가 있으면 페로다이오라이트(ferrodiorite)라고하고 반려암과의 경계에 위치한다. 석영이 5% 이상 포함된 섬록암은 석영섬록암, 20% 이상 포함되었을 경우 토날라이트(tonalite)라고 한다. 정장석이 10% 이상 포함되어있는 섬록암은 몬조다이오라이트(monzodiorite) 또는 화강섬록암(granodiorite)이라고 한다. 섬록암은 중간 크기의 알갱이 크기를 보이고, 반정질인 경우가 많다.
섬록암의 희귀종 중의 하나는 동심구상의 껍질들로 이루어진 구형섬록암이다. 이러한 이산화규소 구의 기원은 가열된 마그마의 갑작스런 냉각으로 설명될 수 있다. 특징적인 것은 방사상의 결정성장이다. 결정성장 속도와 용액 안에서 물질의 확산을 통해서 구형섬록암에서 볼 수 있는 구각으로 나뉜 구조를 설명할 수 있다.

## 산출
섬록암은 화강암 또는 반려암 관입체와 함께 산출될 수 있다. 경계에서는 서로 섞이기도 한다. 섬록암은 염기성 마그마가 섭입대 위에서 부분 용융하면서 생기게 된다. 일반적으로 호상열도나 코디예라(cordillera :대륙의 연변부에서 섭입이 일어나면서 생기는 긴 산맥으로 대표적인 예로 안데스 산맥이 있다)에서 발견된다. 수만 제곱킬로미터 넓이의 거대한 저반의 형태로 산출된다. 굳은 후 섬록암이 될 마그마가 지표에서 암석화되면 안산암이 된다.
섬록암은 상대적으로 희귀한 암석이다. 섬록암이 발견되는 곳은 이탈리아의 손드리오, 독일의 튀링겐과 작센, 핀란드, 루마니아, 스웨덴의 중앙부, 스코틀랜드, 안데스산맥, 미국의 미네소타주와 대분지지역이다. 코르시카에서 발견되는 구형의 종류는 코르사이트라고 한다.

## 이용
섬록암은 매우 단단한 암석이라서 조각하기에 쉽지 않다. 고대 이집트문명에서는 섬록암으로 된 작은 공들을 화강암작업에 사용하였다. 섬록암은 종종 비석에 사용되었다. 이들 중에 유명한 것은 함무라비법전으로 높이 2m의 검은 섬록암 기둥에 새겨져 있다. 중동의 고대문명에서는 섬록암의 사용이 예술에 매우 중요했기 때문에 아카드 왕국의 사르곤 왕은 군사작전의 목표에 섬록암의 획득을 명시하기도 했다. 로마제국에서도 섬록암은 널리 이용되었다. 이집트의 와디 움 후세인 채석장에서 산출된 섬록암으로 만든 기둥들은 로마의 포로 율리우스, 판테온, 트라얀템플, 트라얀포룸, 팔라틴, 비너스신전, 빌라 하드리아나 등에서 볼 수 있다. 잉카와 마야문명도 섬록함을 사용하였으나 주로 요새의 벽과 무기로 사용하였다. 중세 이슬람 건물에도 인기리에 사용되었다. 이후 시기에도 섬록암 예술품이 나오기는 하나, 뛰어난 내구성 때문에 시간에 따라 점차 포장돌로 흔하게 사용되었다.
어두운 색 섬록암은 20세기 중반에 묘비석으로 많이 이용되었다. 연마하기 어렵다는 단점이 있으나, 기계로 가공되어 기둥, 정원용 수조, 물병 등으로 만들어지기도 했다. 구형섬록암은 기념품에 이용된다.

## 같이 보기
- 암석 목록